# Štěpán Hampl
Štěpán Hampl (* 11. November 1999) ist ein tschechischer Sprinter, der sich auf den 100-Meter-Lauf spezialisiert hat.

## Sportliche Laufbahn
Erste Erfahrungen bei internationalen Meisterschaften sammelte Štěpán Hampl beim Europäischen Olympischen Jugendfestival (EYOF) 2015 in Tiflis, bei dem er in 11,01 s den vierten Platz im 100-Meter-Lauf belegte. Im Jahr darauf erreichte er bei den erstmals ausgetragenen Jugendeuropameisterschaften ebendort das Halbfinale über 100 Meter, in dem er mit 10,82 s ausschied, während er mit der tschechischen Sprintstaffel (1000 Meter) in 1:55,37 min den sechsten Platz belegte. 2017 schied er dann bei den U20-Europameisterschaften in Grosseto mit 10,75 s bzw. 21,68 s über 100 und 200 Meter jeweils im Halbfinale aus und verpasste mit der tschechischen 4-mal-100-Meter-Staffel mit 40,72 s den Finaleinzug. Im Jahr darauf scheiterte er bei den U20-Weltmeisterschaften in Tampere mit 10,78 s und 21,53 s in der Vorrunde über 100 und 200 Meter, belegte mit der Staffel aber in 39,75 s den fünften Platz. 2019 schied er bei den U23-Europameisterschaften im schwedischen Gävle mit 10,99 s im Vorlauf über 100 Meter aus und auch bei den Halleneuropameisterschaften 2021 in Toruń kam er mit 6,83 s nicht über die erste Runde im 60-Meter-Lauf hinaus. Im Juli schied er bei den U23-Europameisterschaften in Tallinn mit 10,54 s in der ersten Runde aus und erreichte mit der Staffel das Finale, konnte dort aber das Finale nicht beenden.
In den Jahren 2017, 2019 und 2021 wurde Hampl tschechischer Meister in der 4-mal-100-Meter-Staffel.

## Persönliche Bestzeiten
- 100 Meter: 10,35 s (+1,0 m/s), 19. Mai 2021 in Ostrava
  - 60 Meter (Halle): 6,70 s, 23. Januar 2021 in Prag
- 200 Meter: 21,20 s (+0,4 m/s), 5. Mai 2018 in Stará Boleslav
  - 200 Meter (Halle): 21,76 s, 19. Februar 2017 in Ostrava